# 빅토르 카를 에이나르손
빅토르 카를 에이나르손(1997년 1월 30일 ~ , 아이슬란드어: Viktor Karl Einarsson)는 아이슬란드의 축구 선수이며 포지션은 미드필더이다. 현재는 브레이다블리크 소속으로 뛰고 있다.